# ATP Challenger Mönchengladbach
Das ATP Challenger Mönchengladbach (offizieller Name: BMW Challenger Open bzw. Deutsche Vermögensberatung Challenger Open by Audi) ist ein ehemaliges Tennisturnier in Mönchengladbach, das in den Jahren 2000, 2001 sowie 2003 und 2004 stattfand. Es war Teil der ATP Challenger Tour und wurde im Freien auf Sandplatz ausgetragen. Das Preisgeld betrug in allen Jahren 25.000 US-Dollar.

## Liste der Sieger

### Einzel
| Jahr | Sieger            | Finalgegner        | Ergebnis          |
| ---- | ----------------- | ------------------ | ----------------- |
| 2004 | Tobias Summerer   | Davide Sanguinetti | 7:64, 6:1         |
| 2003 | Daniel Elsner     | Irakli Labadse     | 6:1, 2:6, 6:3     |
| 2002 | nicht ausgetragen | nicht ausgetragen  | nicht ausgetragen |
| 2001 | Jürgen Melzer     | Jens Knippschild   | 4:6, 6:1, 6:3     |
| 2000 | Nikolai Dawydenko | Edwin Kempes       | 6:3, 3:6, 6:3     |

### Doppel
| Jahr | Sieger                             | Finalgegner                    | Ergebnis          |
| ---- | ---------------------------------- | ------------------------------ | ----------------- |
| 2004 | Philipp Petzschner Christopher Kas | Karsten Braasch Franz Stauder  | 3:6, 6:2, 7:64    |
| 2003 | Irakli Labadse Rogier Wassen       | Karsten Braasch Franz Stauder  | 6:74, 6:2, 6:2    |
| 2002 | nicht ausgetragen                  | nicht ausgetragen              | nicht ausgetragen |
| 2001 | Jens Knippschild Jairo Velasco Jr. | Wim Neefs Djalmar Sistermans   | 6:3, 6:3          |
| 2000 | Emilio Benfele Álvarez Luis Horna  | Francisco Costa Germán Puentes | 7:61, 1:6, 7:5    |